# Glenn Cooper
Glenn Cooper (White Plains. Nueva York, 8 de enero de 1953) es un médico y escritor estadounidense, conocido por sus novelas de misterio. A fecha de 2014, sus libros han sido traducidos a 31 idiomas y ha vendido más de 6 millones de copias. Reside en Gilford.
La trilogía de La biblioteca de los muertos está siendo adaptada a una serie televisiva por parte de Pioneer Pictures.

## Biografía
Creció en los suburbios de Nueva York. Después de graduarse en el White Plains High School, fue a la Universidad de Harvard, donde se graduó magna cum laude en 1974 con una licenciatura en arqueología. Luego, asistió a la Tufts University School of Medicine, donde obtuvo un diploma en medicina en 1978. Fue interino en el Beth Israel Deaconess Medical Center y en el Hospital General de Massachusetts. Sirvió como médico de urgencias en el campamento de refugiados Khao-I-Dang de Tailandia, una posición patrocinada por el Comité de Rescate Internacional, y en el Hospital Albert Schweitzer en Haití. También trabajó para el Servicio de Salud Pública, una división del Departamento de Salud y Servicios Sociales de los Estados Unidos, en Lowell durante dos años.

## Carrera como médico
En 1985, Cooper se unió a Eli Lilly and Company donde se dedicó a la investigación de nuevos antibióticos.
Ocupó varios cargos en dicha compañía antes de pasarse a Sphinx Pharmaceuticals, Inc en Durham en 1990 en calidad de vicepresidente ejecutivo y jefe de operaciones. En 1992, se unió a Progenitor, Inc. como presidente y CEO. Sólo un año más tarde, en 1993, se fue a Interneuron Pharmaceuticals (la empresa matriz de Progenitor, Inc) en Lexington; para desempeñar el cargo de CEO. Interneuron cambió su nombre por el de Indevus Pharmaceuticals y Cooper siguió como CEO hasta 2009, fecha en la que la compañía fue adquirida por Endo Pharmaceuticals.

## Carrera como escritor
Cooper se dedicó inicialmente a la redacción de guiones, aunque de los 20 que llegó a escribir, ninguno llegó a usarse.
Su primera novela, La biblioteca de los muertos, se basó en el descubrimiento de una gran y misteriosa biblioteca de libros medievales encontrada bajo tierra.
Para su publicación se puso en contacto con 66 agentes literarios, de los cuales 65 lo rechazaron. Fue Steve Kasdin de la agencia Dijkstra el que aceptó finalmente representarlo.
Este libro y las siguientes seis novelas llegaron a ser betsellers internacionales.
Es miembro y patrocinador de la organización International Thriller Writers.

### Saga Will Piper
- La biblioteca de los muertos (2009)
- El libro de las almas (2010)
- El fin de los escribas (2011)
- La hora de la verdad  (2013)

### Saga Condenados
- Condenados (2014)
- La puerta de las tinieblas (2015)
- La invasión de las tinieblas (2016)

### Saga Cal Donovan
- La señal de la cruz (2016)
- Los hijos de Dios (2018)
- The debt (2019)
- The showstone (2019)
- The fourth prophecy (2022)
- The lost Pope (2023)

### Libros sin saga
- La marca del diablo (2011)
- La llave del destino (2012)
- El último día (2012)
- La piedra de fuego (2014)
- La cura (2020)